# Conexão de Berry e curvatura de Berry
Em física, a conexão de Berry e a curvatura de Berry são conceitos relacionados que podem ser vistos, respectivamente, como um potencial de gauge local e um campo de gauge associado à fase de Berry ou fase geométrica. Esses conceitos foram introduzidos por Michael Berry em um artigo publicado em 1984, enfatizando como as fases geométricas fornecem um poderoso conceito unificador em vários ramos da física clássica e quântica.

## Fase de Berry e evolução adiabática cíclica
Na mecânica quântica, a fase de Berry surge em uma evolução adiabática cíclica. O teorema adiabático quântico se aplica a um sistema cujo hamiltoniano {\displaystyle H(\mathbf {R} )} depende de um parâmetro (vetorial) {\displaystyle \mathbf {R} } isso varia com o tempo {\displaystyle t}.  Se o {\displaystyle n}'ésimo autovalor {\displaystyle \varepsilon _{n}(\mathbf {R} )} permanece não degenerado em todos os lugares ao longo do caminho e a variação com o tempo t é suficientemente lento, então um sistema inicialmente no autovetor próprio normalizado 
{\displaystyle \,|n(\mathbf {R} (0))\rangle } permanecerá em um autovalor instantâneo{\displaystyle \,|n(\mathbf {R} (t))\rangle } do hamiltoniano {\displaystyle \,H(\mathbf {R} (t))}, até uma fase, ao longo do processo. Em relação à fase, o estado no momento t pode ser escrito como
{\displaystyle |\Psi _{n}(t)\rangle =e^{i\gamma _{n}(t)}\,e^{-{i \over \hbar }\int _{0}^{t}dt'\varepsilon _{n}(\mathbf {R} (t'))}\,|n(\mathbf {R} (t))\rangle ,}
onde o segundo termo exponencial é o "fator de fase dinâmica". O primeiro termo exponencial é o termo geométrico, com {\displaystyle \gamma _{n}} sendo a fase de Berry. Da exigência de que {\displaystyle |\Psi _{n}(t)\rangle } satisfaz a equação de Schrödinger dependente do tempo, pode-se mostrar que
{\displaystyle \gamma _{n}(t)=i\int _{0}^{t}dt'\,\langle n(\mathbf {R} (t'))|{d \over dt'}|n(\mathbf {R} (t'))\rangle =i\int _{\mathbf {R} (0)}^{\mathbf {R} (t)}d\mathbf {R} \,\langle n(\mathbf {R} )|\nabla _{\mathbf {R} }|n(\mathbf {R} )\rangle ,}
indicando que a fase de Berry depende apenas do caminho no espaço de parâmetros, não da taxa em que o caminho é percorrido.
No caso de uma evolução cíclica em torno de um caminho fechado {\displaystyle {\mathcal {C}}} de maneira que {\displaystyle \mathbf {R} (T)=\mathbf {R} (0)}, a fase de Berry de caminho fechado é
{\displaystyle \gamma _{n}=i\oint _{\mathcal {C}}d\mathbf {R} \,\langle n(\mathbf {R} )|\nabla _{\mathbf {R} }|n(\mathbf {R} )\rangle .}
Um exemplo de sistema físico em que um elétron se move ao longo de um caminho fechado é o movimento do ciclotron (detalhes são fornecidos na página da fase de Berry). A fase de baga deve ser considerada para obter a condição de quantização correta.